# Андреєв Володимир Вадимович
Володи́мир Вади́мович Андре́єв (1960, Москва) — російський дипломат. Генеральний консул Російської Федерації в Сімферополі (Україна) (2010—2013).

## Біографія
Народився у 1960 році в місті Москва. У 1982 році закінчив Московський державний інститут міжнародних відносин.
З 1982 року — в системі МЗС СРСР, потім МЗС Росії. Кар'єрний дипломат. Обіймав різні дипломатичні посади в центральному апараті, а також в посольствах СРСР, потім Росії у Франції, в Сенегалі, у Великій Британії.
З жовтня 2005 по травень 2010 рр. — Заступник директора Департаменту з питань нових викликів і загроз МЗС Росії.
У 2010—2013 роках — Генеральний консул Російської Федерації в українському місті Сімферополь. Проявив себе татарофобом, не пустивши членів російської делегації на прем'єру художнього фільму «Хайтарма», який розповідає про депортацію кримськотатарського народу. Звинуватив кримських татар у колабораціонізмі та сприянні окупантам. Після ноти протесту МЗС України, був відкликаний до Росії.